# Курчевская, Марина Вадимовна
Марина Вадимовна Курчевская (род. 20 октября 1956, Москва) — советская и российская художница, художница-постановщица. Член Союза художников Российской Федерации и Академии кинематографических искусств «Ника».

## Биография
Родилась 20 октября 1956 года.
В 1976 году окончила Художественное училище памяти 1905 года. С 1977 по 1982 год училась во ВГИКе (мастерская Ивана Иванова-Вано).
С 1982 года работала на студии «Союзмультфильм», с 2000 — на студии «Человек и время», с 2002 — на студии «Анимос». Начинала в фильмах своего отца Вадима Курчевского («Солдатский кафтан», «Заячий хвостик», «Легенда о Сальери», «Освобожденный Дон-Кихот»). 
Работает в кукольной анимации, активно участвует в организации всевозможных выставок и фестивалей, концертов и карнавалов. 
Работала в книжной графике, участвовала в постановке кукольных спектаклей. 
Дизайнер-оформитель ряда анимационных фестивалей совместно с Ниной Виноградовой: Открытый российский фестиваль анимационного кино, Международный фестиваль анимационного кино «Крок».

## Семья
- Отец — Вадим Курчевский (1928—1997), режиссёр и сценарист.
- Муж — Вадим Жук (1947—2025), сценарист и актёр.

## Фильмография

### Художник-постановщик
- 1983 — «Солдатский кафтан»
- 1984 — «Заячий хвостик»
- 1984 — «История одной куклы»
- 1985 — «Боцман и попугай» (выпуск 4)
- 1986 — «Боцман и попугай» (выпуск 5)
- 1986 — «Легенда о Сальери»
- 1987 — «Освобождённый Дон Кихот»
- 1989 — «Музыкальный магазинчик»
- 1989 — «Цель»
- 1990 — «Ёжик должен быть колючим?»
- 1991 — «На чёрный день»
- 1993 — «Муравьиный ёжик»
- 1995 — «Теремок» (в сборнике «Весёлая карусель» № 29).
- 2000 — «Корона и скипетр»
- 2000 — «Сундук»
- 2001 — «Праздник»
- 2002 — «Желтухин»
- 2003 — «Девочка Люся и дедушка Крылов»
- 2003 — «Грибок»
- 2004 — «Про мышонка»
- 2005 — «Поединок»
- 2006 — «Снегурочка»
- 2008 — «Он и она»[2]
- 2009 — «Непечальная история»[2]
- 2010 — «Метель»[2]
- 2011 — «Сказка про ёлочку»[2]

### Документальное кино
Марина Курчевская снималась в документальном сериале:
- 2006 «Фабрика чудес» (серия «Художник-постановщик»)[3]

## Награды

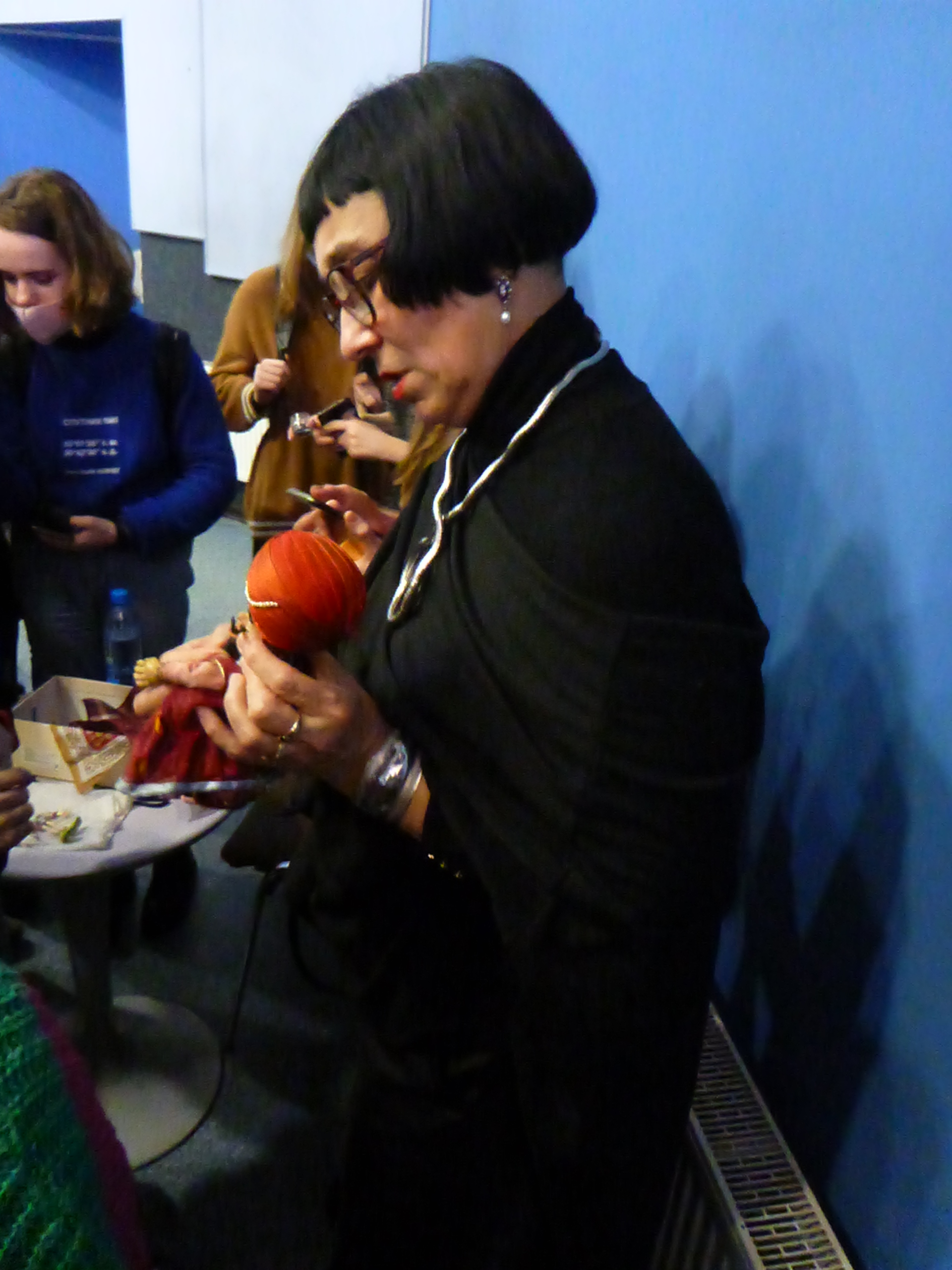
Марина Курчевская с участниками мастер-класса по кукольной анимации на фестивале «Кинопроба», 2 декабря 2020 года

- 2005 — X Открытый Российский Фестиваль анимационного кино в Суздале : Приз Фестиваля «За лучший фильм для детей» — «Про мышонка» режиссёр Мария Муат и художница Марина Курчевская[4].
- 2007 — XV фестиваль российского кино «Окно в Европу» : в разделе «Анимация» — Дипломом «За предчувствие праздника» награждена Марина Курчевская — художница-постановщица фильма «Снегурочка» (реж. Мария Муат)[5].
- 2008 — XIII Открытый Российский Фестиваль анимационного кино в Суздале : Приз за «Лучшее изобразительное решение» — «Он и она» художница-постановщица Марина Курчевская, режиссёр Мария Муат[6].
- 2012 — Открытый Российский Фестиваль анимационного кино в Суздале: Приз Оргкомитета имени Славы Маясова вручён бессменным художницам-постановщицам фестиваля Марине Курчевской и Нине Виноградовой[7].
- 2012 — Благодарность Министерства культуры Российской Федерации — за большой вклад в российскую анимацию, многолетнюю плодотворную работу и в связи со 100-летием мультипликационного кино[8].
- 2014 — Почётная грамота Президента Российской Федерации — за достигнутые трудовые успехи, значительный вклад в социально-экономическое развитие Российской Федерации, заслуги в гуманитарной сфере, многолетнюю добросовестную работу и активную общественную деятельность[9].

## Выставки
- 2001 — В Музее кино открылась выставка «Взрослые игры в куклы». Её авторы — известные российские художники анимационного кино Нина Виноградова и Марина Курчевская[10].
- 2005 — «Русская классика — детям» — так называется выставка, которая открылась в Детской Государственной художественной галерее «Изопарк». Выставка посвящена одноимённому проекту студии «Анимос». Нина Виноградова, Марина Курчевская, Вера Пиунова и Екатерина Богачева представили свои куклы, рисунки и живописные работы[11].
- 2007 — Студия «Анимос» приглашает на выставку «Анемомания» в галерее «Изопарк». Участвуют Нина Виноградова, Марина Курчевская и другие мастера студии[12].
- 2017 — В Москве в Библиотеке киноискусства им. С. М. Эйзенштейна открылась выставка Нины Виноградовой и Марины Курчевской — эскизы и персонажи анимационных фильмов, раскадровки, графика и деревянные куклы[13].